# 北九鞍手夢大橋
北九鞍手夢大橋（きたきゅうくらてゆめおおはし）は、福岡県北九州市八幡西区と同県鞍手郡鞍手町の境界部の遠賀川に架かる道路橋である。

## 概要
- 全長…357.0 m
- 幅員…14.0 m（車道部6.0 m、歩道部3.5 m×2）[4]

福岡県道73号直方水巻線を通す橋梁であり、東詰は八幡西区大字楠橋に、西詰は鞍手町小牧字今村に位置する。2005年、県が橋の建設を計画し、2007年から用地買収を開始。2009年初めから工事が本格化した。事業費は約44億円で、県と北九州市が半額ずつ負担した。橋の名称は2014年9月1日から同30日にかけて行われた公募を基に決定され、鞍手町と北九州市よりそれぞれ3つに絞られた候補の中から「北九鞍手夢大橋」と命名された。2015年3月29日渡り初め式の式典が開催され、山﨑福岡県副知事、北橋北九州市長、德島鞍手町長らが列席する中テープカットが執り行われ、記念撮影や、橋の渡り初めなどが参加者全員で行なわれた。橋は同日14時から一般供用が開始された。
本橋梁の開通により、北九州市と鞍手町を陸路で直接行き来することが可能となった。北九州市と鞍手町の境界は全体が遠賀川となっており、これまで境界部に架かる橋がなかったため、陸路で他市を経由せずに直接行き来することは不可能であった。また、一般道で一本上流側（南側）に架かる中島橋（北九州市八幡西区木屋瀬 - 直方市植木）や一本下流側（北側）に架かる遠賀橋（中間市垣生）の周辺では、慢性的な交通混雑が発生しており、それを解消することが期待されている。

## 周辺施設
鞍手町側
- 福岡県道27号直方芦屋線
- 今村公民館
- JR鞍手駅
- 焼肉レストラン　ふるの
- 種善寺
- 鞍手町歴史民俗博物館

北九州市側
- 福岡県道73号直方水巻線
- 笹尾川排水機場
- 笹尾川公園グランド
- 唐熊公園・唐熊集会所

## ギャラリー

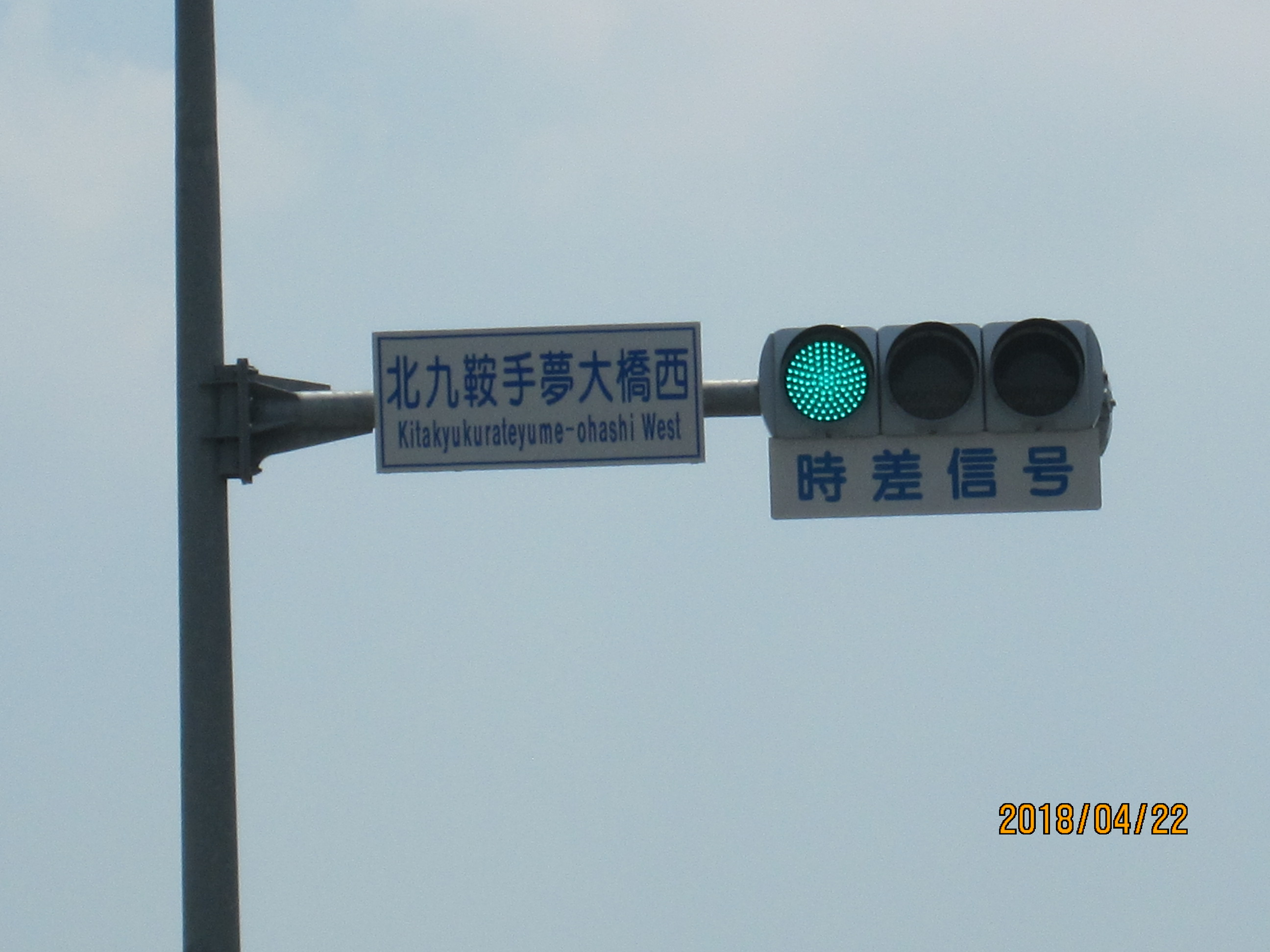
北九鞍手夢大橋西交差点

## 隣の橋
- 遠賀川

（上流） - 山陽新幹線橋梁 - 北九鞍手夢大橋 - 遠賀橋 - （下流）